# قوات الفرق الوطنية

قوات الفرق الوطنية

قوات الفرق هي قوات غير نظامية تتسم بالقوة والبسالة عددهم يقارب الخمسة عشر الف مقاتل توجد على هيئة مراكز في مختلف قرى ومدن جبال ظفار في سلطنة عمان ويكون مركز قيادتها في طرف مدينة صلالة.
كانت بداية تشكل هذة القوات من عدد من افراد قبيلة المعشني وذلك عندما اسسو فرقة صلاح الدين ثم تبعتها فرقة خالد بن الوليد وتبعتها فرقة قابوس لقبيلة بني جعبوب وكانت عبارة عن مليشيات تحارب ضد الثورة الشيوعية في ظفار ثم تحولت إلى قوة عسكرية شبة منظمة .

## المراكز
تتكون مراكز قوات الفرق في العادة من سور ذي أربعة أبراج وملعب للرياضة خلف السور ويتوسط السور مركز القيادة الذي يتكون من عدة غرف أهمها غرفة الجنود وغرفة الرئيس وغرفة الأسلحة وفي الجانب الشمالي الغربي توجد غرفة لإيقاد النار كما زود كل مركز بسيارة عسكرية للدوريات الليلية.